# ラン・ザ・ワールド (ガールス)
「ラン・ザ・ワールド (ガールス)」（Run the World (Girls)）はアメリカ合衆国のレコーディングアーティストビヨンセの楽曲である。
「女性の権利拡大」を歌うこの曲はテリウス・ナッシュ、ビヨンセ、ニック・ヴァン・デ・ウォール、ウェズレー・ペンツ、デイビッド・テイラー、アディジャ・パルマーによって書かれ、スウィッチ、ビヨンセ、シェア・テイラーによってプロデュースされた。最初に「ガールス (フー・ラン・ザ・ワールド)」という題名でデモが流出、後に題名を「ラン・ザ・ワールド (ガールス)」に変えて、ビヨンセの4作目のスタジオ・アルバムからのリードシングルとして2011年4月21日に公式発売された。メジャー・レイザーの「ポン・デ・フロア」をサンプリングしたオルタナティブ・ヒップホップ-ダンスホール曲で、そこにビヨンセがポップとR&Bの要素を加えている。歌詞は女性の権利拡大を遠慮せずに、攻撃的なメッセージで訴えている。
「ラン・ザ・ワールド (ガールス)」に対する批評家の評価は分かれた。ほとんどの批評家はサンプリングとビヨンセの攻撃性に敬意を表した。一部の批評家は歌の方向性を批判し、一部の批評家は「インデペンデント・ウーマン」「シングル・レディース (プット・ア・リング・オン・イット)」「ディーヴァ」といった過去にビヨンセが歌ってきた女性の利権拡大を訴える曲と比較して、「ラン・ザ・ワールド (ガールス)」はより断定的で直接的なメッセージ性があると批評した。
ミュージック・ビデオはフランシス・ローレンスが監督を務め、3日間カリフォルニア州で撮影された。2011年4月20日にビデオの予告が、ビヨンセの公式サイトで公開された。ビデオを「B革命」であると述べた。ローレンスはMTV Newsとのインタビューでビデオが「これまでのビヨンセのミュージック・ビデオの中で最も盛大なものになる」と宣言した。そして、それをレディー・ガガの「バッド・ロマンス」と比較した。

## 規格とトラックリスト
- デジタル・ダウンロード

1. ラン・ザ・ワールド (ガールス) (シングル版) – 3:56

## チャート
| チャート (2011年)              | 最高 順位 |
| ------------------------------ | --------- |
| オランダ Single Top 100        | 60        |
| スコットランドシングルチャート | 16        |
| 全英シングルチャート           | 18        |

## ラジオ放送と発売日一覧
| 地域           | 情報          | 規格                   |
| -------------- | ------------- | ---------------------- |
| 世界各国       | 2011年4月21日 | デジタル・ダウンロード |
| アメリカ合衆国 | 2011年4月26日 | メインストリームラジオ |
| アメリカ合衆国 | 2011年4月26日 | アーバンラジオ         |